# Garra robustus
Garra robustus är en fiskart som först beskrevs av Zhang, He och Chen 2002.  Garra robustus ingår i släktet Garra och familjen karpfiskar. IUCN kategoriserar arten globalt som otillräckligt studerad. Inga underarter finns listade i Catalogue of Life.